# Plane spotting

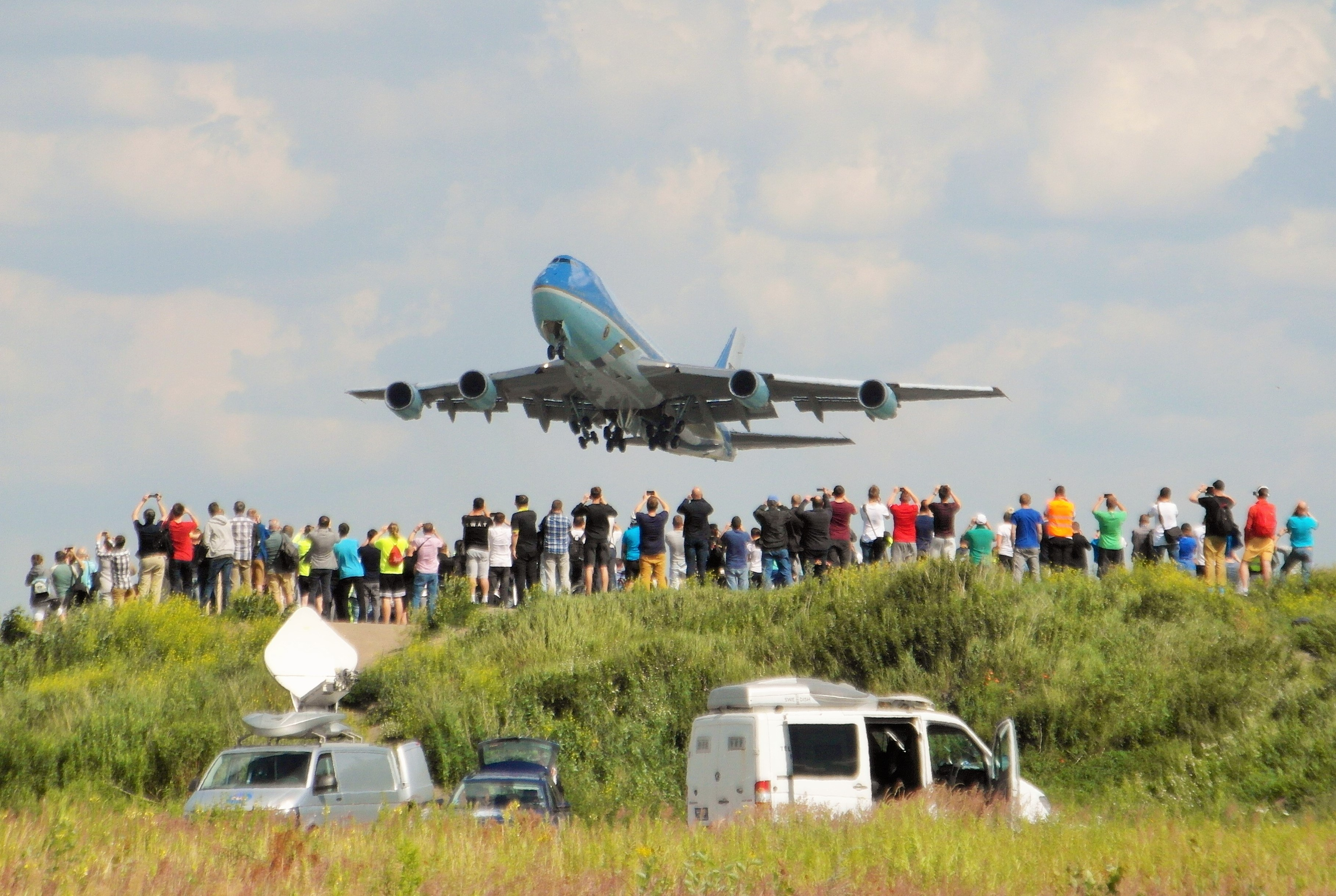
Un gruppo di planespotters all'Aeroporto di Varsavia-Chopin che scatta delle foto all'Air Force One (6 luglio 2017).

Il Plane spotting (o Aircraft spotting) è un hobby che consiste nell'osservare e seguire i movimenti degli aerei, solitamente tramite fotografia o video. Vengono chiamati "planespotters" tutti coloro che seguono questa passione. Oltre a monitorare gli aerei, i planespotters registrano anche varie informazioni su aeroporti, controllo del traffico aereo, rotte aeree e altro. 

## Storia ed evoluzione
Gli appassionati di aviazione hanno osservato aerei e altri velivoli fin dagli albori di quest'ultima. Tuttavia, inteso come hobby, il plane spotting non è apparso fino alla seconda metà del XX secolo.
Durante la seconda guerra mondiale e la successiva guerra fredda, alcuni paesi incoraggiarono i propri cittadini a diventare "avvistatori di aerei" in un "corpo di osservazione" o in un ente pubblico simile per ragioni di sicurezza pubblica. Il Regno Unito aveva il "Royal Observer Corps" (ROC), operativo tra il 1925 e il 1995. Una rivista chiamata "The Aeroplane Spotter" fu pubblicata nel gennaio 1940. La pubblicazione includeva un glossario che è stato perfezionato nel 2010 e pubblicato online.
Lo sviluppo della tecnologia e delle risorse globali ha rivoluzionato il plane spotting. Fotocamere compatte, reflex digitali e walkie-talkie hanno rivoluzionato radicalmente questo hobby. Con l'aiuto di internet, siti web come Flightradar24 hanno permesso ai planespotters di tracciare e localizzare specifici velivoli in tutto il mondo. Siti web come Facebook, Instagram e YouTube permettono agli osservatori di caricare foto o video dei loro avvistamenti e condividerli con utenti di tutto il mondo.

## Tecniche

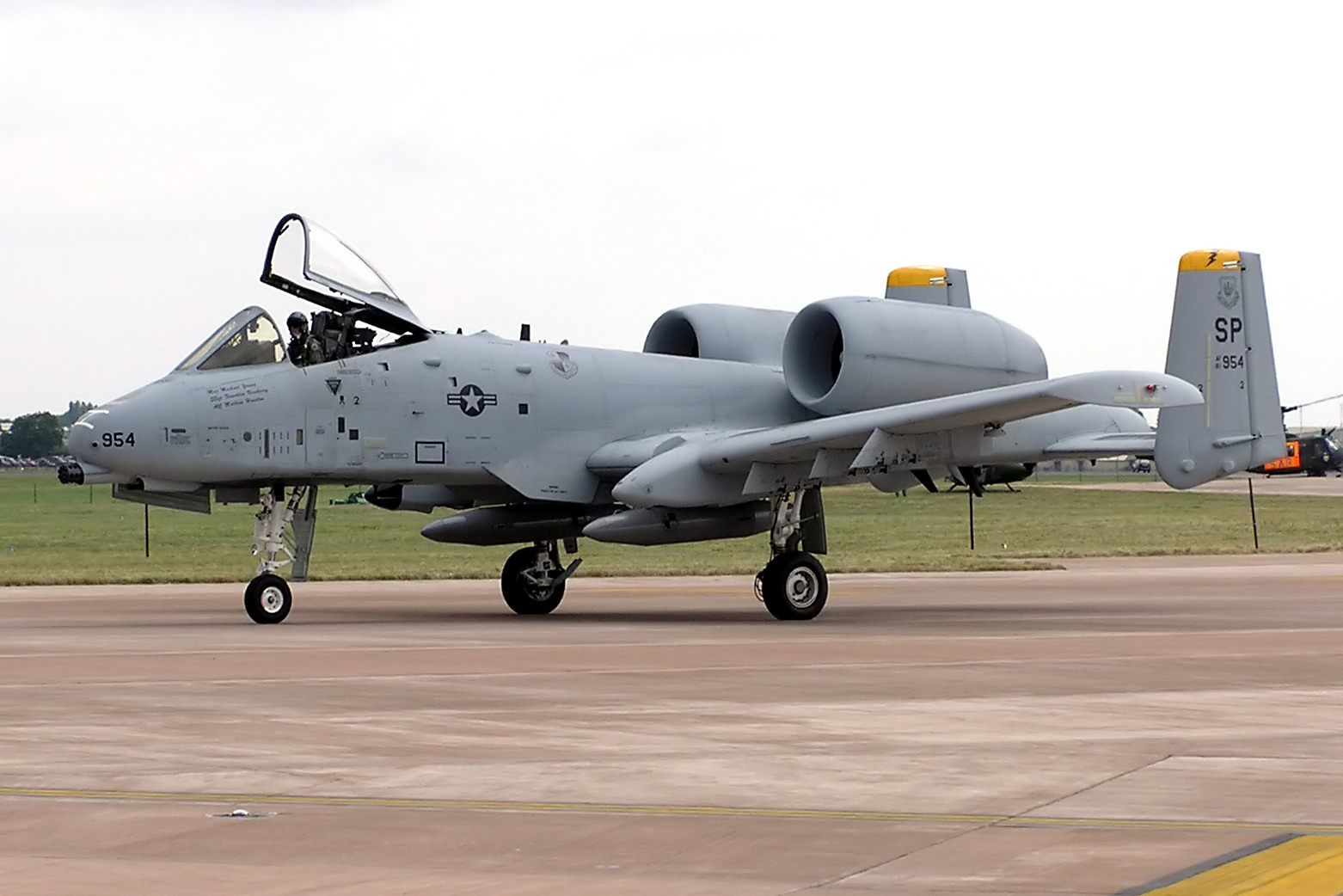
La posizione alta del motore sul Fairchild-Republic A-10 Thunderbolt II dell'USAF è una caratteristica distintiva di questo aereo facilmente osservabile.

Quando avvistano un aereo, i planespotters generalmente ne notano le caratteristiche principali, come il rumore distintivo del motore, il numero di scie di condensazione prodotte o il suo codice di registrazione. Gli osservatori possono anche valutare le dimensioni dell'aereo, il tipo e la posizione dei motori. Un altro attributo distintivo è la posizione delle ali rispetto alla fusoliera e l'angolo di freccia. Le ali possono essere sopra la fusoliera, sotto di essa o fisse a metà. Il numero di ali indica se si tratta di un monoplano, biplano o triplano. La posizione del piano di coda rispetto alle derive e la forma delle derive sono altri attributi. La configurazione del carrello d'atterraggio può essere distintiva, così come le dimensioni e la forma dei finestrini della cabina di pilotaggio e del resto dell'aereo, insieme alla disposizione delle uscite di emergenza e delle altre porte.

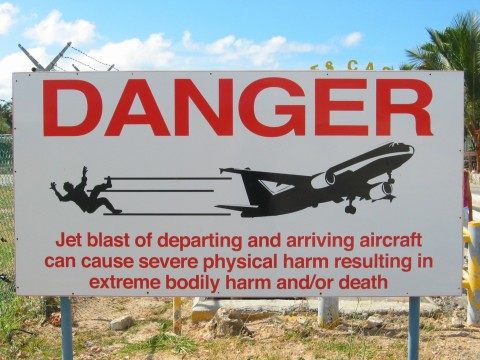
Segnale di avvertimento a Maho Beach per gli aerei in avvicinamento e in partenza dall'Aeroporto Internazionale Principessa Giuliana. Numerosi planespotters sono rimasti feriti o addirittura uccisi dopo essere stati scagliati contro oggetti solidi a causa del Jet blast.

Altre caratteristiche includono la velocità, la posizione della cabina di pilotaggio, la combinazione di colori o equipaggiamenti speciali che modificano la sagoma del velivolo. Nel complesso, queste caratteristiche consentono l'identificazione di un velivolo. Se il planespotter ha familiarità con l'aeroporto in cui opera il velivolo e con i suoi normali schemi di traffico, è più probabile che giunga rapidamente a una decisione sull'identità del velivolo: potrebbe aver visto lo stesso tipo di velivolo dalla stessa angolazione molte volte. Questo è particolarmente frequente se il planespotter avvista velivoli commerciali, operati da compagnie aeree con una flotta limitata.
I planespotters utilizzano apparecchiature come i decoder ADS-B per tracciare i movimenti degli aerei. I due dispositivi più noti utilizzati sono il "RadarBox" di "AirNav Systems" e la serie "SBS" di "Kinetic Avionics". Entrambi leggono ed elaborano i dati radar e mostrano i movimenti sullo schermo di un computer. Altri strumenti che i planespotters possono utilizzare sono app come FlightRadar24 o Flightaware, che permettono di consultare gli orari di arrivo e partenza e tracciare la posizione degli aerei dotati di transponder. La maggior parte dei decoder consente anche l'esportazione dei log da una determinata rotta o aeroporto.

## Stili di plane spotting

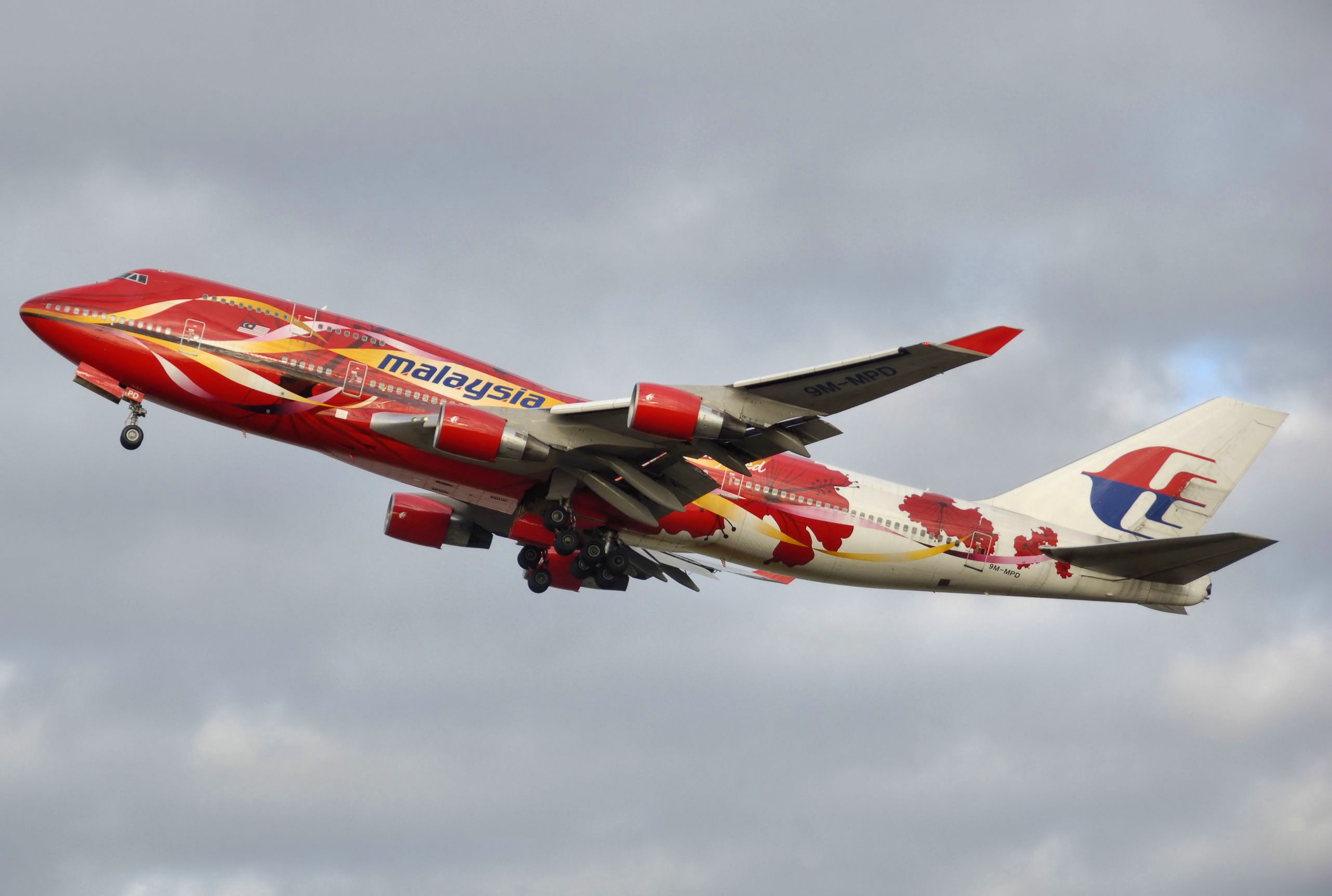
I planespotters amano ammirare aerei con livree particolari, come questo Boeing 747-400 di Malaysia Airlines registrato come 9M-MPD, ormai ritirato dal servizio.

Alcuni planespotters segnalano delle livree speciali o un logo di una compagnia aerea, anche lettere in codice nel caso di un aereo militare. I manuali pubblicati consentono di dedurre ulteriori informazioni, come la data di consegna o il numero di registrazione del costruttore. 

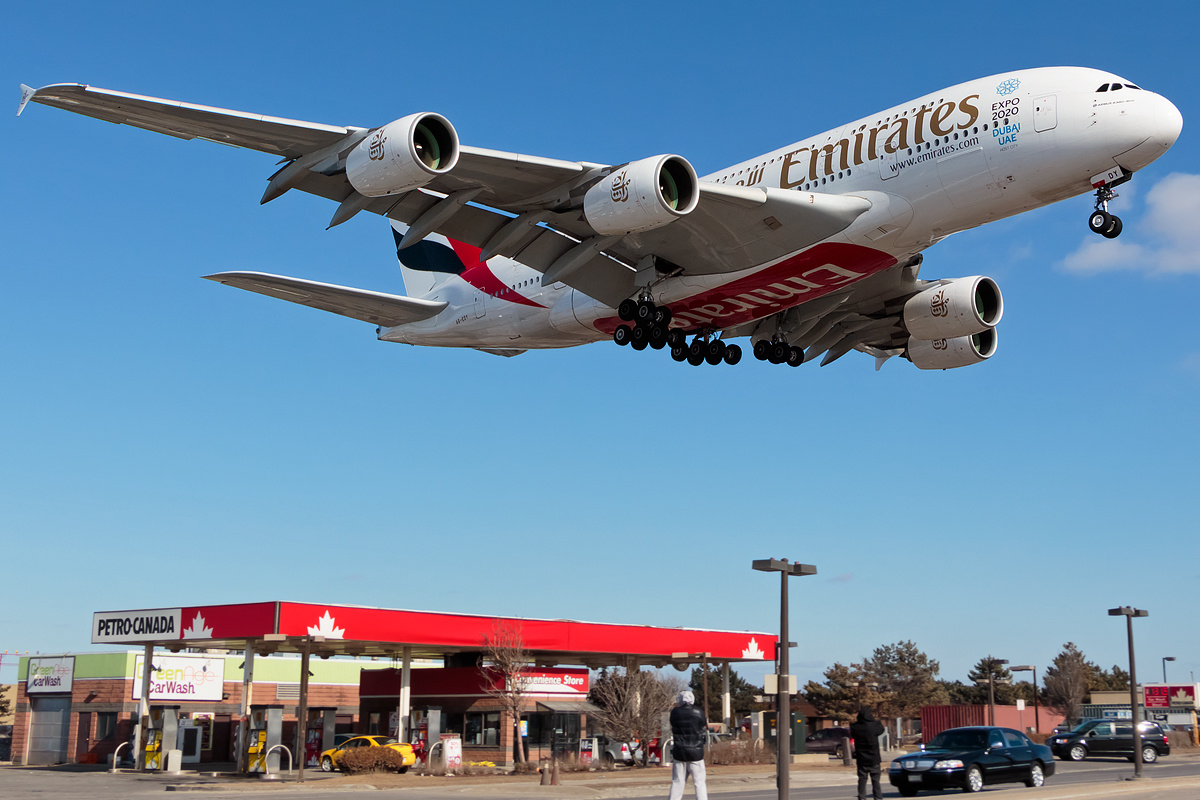
Due planespotters che fotografano un Airbus A380 di Emirates in fase di atterraggio all'Aeroporto Internazionale di Toronto-Pearson (26 marzo 2014).

In generale, la maggior parte dei planespotters cerca di osservare il maggior numero possibile di velivoli di un determinato tipo, di una particolare compagnia aerea o di un particolare sottoinsieme di velivoli, come jet privati, aerei di linea commerciali, aerei militari e/o dell'aviazione generale. Alcuni osservatori cercano di osservare ogni aspetto dell'aereo e sono noti come "osservatori di fusoliera". Altri sono interessati a vedere ogni singolo codice di registrazione di ciascun velivolo. 

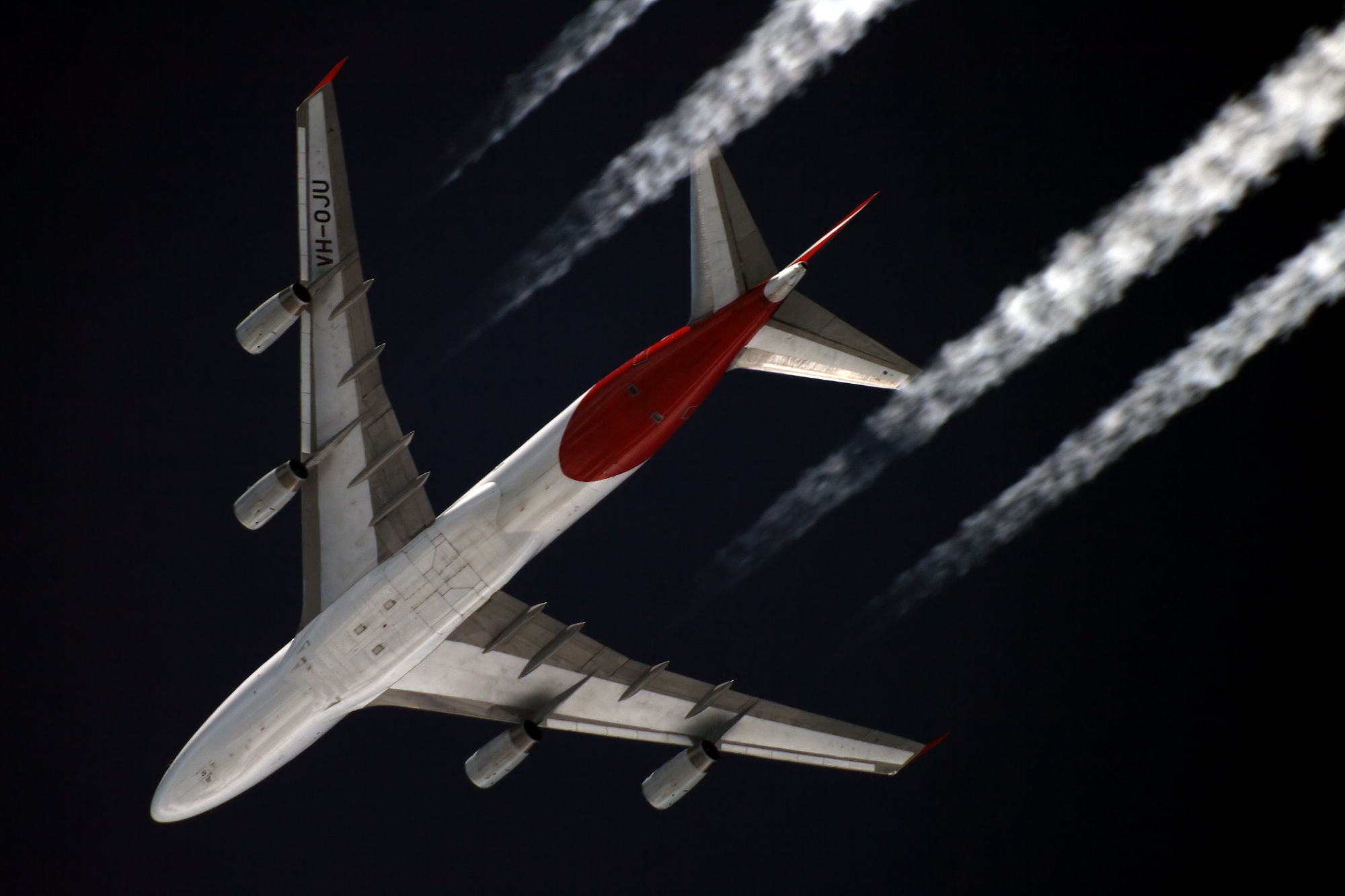
Un ex Boeing 747-400 di Qantas in volo sopra Mosca, a un'altitudine di circa 11.000 metri. Il fotografo utilizzò un telescopio da 1.200 mm e una lente di Barlow per scattare questa foto da terra (22 maggio 2010).

Altre attività dei planespotters potrebbero includere l'ascolto delle trasmissioni del controllo del traffico aereo (utilizzando dei ricevitori scanner, solo nei paesi dove è consentito dalla legge) e il collegamento con altri planespotters per chiarire eventuali dubbi su quali aeromobili siano stati avvistati in orari o luoghi specifici. Sono stati creati diversi gruppi di mailing list online per aiutare a comunicare informazioni su aeromobili avvistati negli aeroporti, richieste di informazioni e anomalie. Questi gruppi possono essere dedicati a a specifici tipi di aeromobili o a un pubblico più ampio. Il risultato è che le informazioni sui movimenti degli aerei possono essere fornite in tempo reale ai planespotters in tutto il mondo. 
I planespotters potrebbero percorrere anche lunghe distanze pur di visitare aeroporti, vedere un aereo insolito o vedere resti di velivoli ritirati dal servizio. Le manifestazioni aeree di solito attirano un gran numero di planespotters, poiché offrono l'opportunità di accedere alle piste di aeroporti in tutto il mondo, solitamente chiuse al pubblico, e di osservare da vicino gli aerei esposti. Alcuni velivoli potrebbero essere affidati a dei musei o addirittura essere cannibalizzati per riparare un aereo simile ancora in servizio.

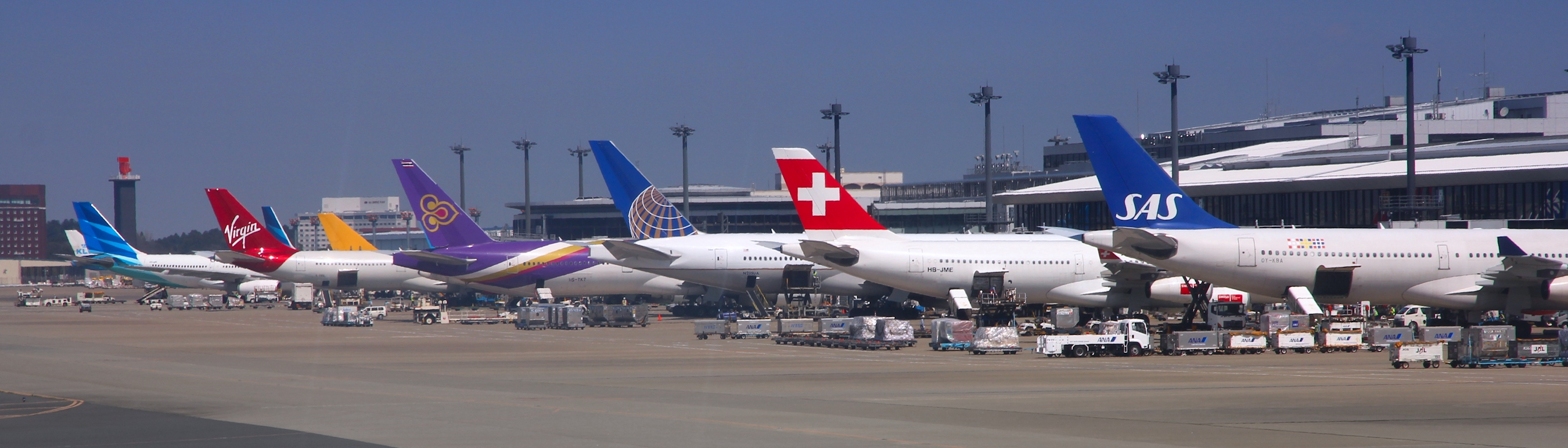
I principali aeroporti internazionali come Tokyo Narita offrono agli appassionati di aerei l'opportunità di avvistare una vasta varietà di compagnie aeree e modelli di aeromobili.

Le registrazioni degli aerei si possono trovare in libri, siti web o riviste mensili di gruppi di appassionati. In passato, la maggior parte dei planespotters possedeva registri di diverse flotte e controllava ogni velivolo avvistato. Ogni anno veniva pubblicata una versione rivisitata dei registri e il planespotter doveva nuovamente segnare ogni velivolo avvistato. Ad oggi, con lo sviluppo dei database degli aerei commerciali, i planespotters sono in grado di registrare i loro avvistamenti in un database elettronico e di produrre rapporti che imitano i registri sottolineati di una volta. 
Grazie a Internet e allo streaming video in diretta, gli appassionati di aerei possono seguire il traffico di partenze e arrivi da qualsiasi parte del mondo. "Airline Videos Live" (AVL), con sede presso l'Aeroporto Internazionale di Los Angeles e in streaming dal 2019, offre diverse giornate di streaming settimanali sul suo canale YouTube, gestito da "The Plane Jockeys". Oltre all'Aeroporto di Los Angeles, AVL trasmette in streaming anche da aeroporti come San Francisco (SFO), New York (JFK), Phoenix (PHX) e persino Sint Maarten, vanta un seguito di oltre 830.000 iscritti, surclassando di gran lunga i canali di streaming più piccoli della zona.

## Ripercussioni legali
Le ripercussioni legali del plane spotting si palesarono drammaticamente nel novembre 2001, quando 14 planespotters (12 britannici e 2 olandesi) furono arrestati dalla polizia greca dopo essere stati intercettati durante una manifestazione aerea presso la base militare dell'aeronautica militare greca di Kalamata. Furono accusati di spionaggio e, se giudicati colpevoli, avrebbero rischiato una pena detentiva di 20 anni. Dopo essere stati detenuti per sei settimane, furono infine rilasciati con una cauzione di 11.696 dollari (9.000 sterline), e le accuse furono ridotte al reato minore di raccolta illegale di informazioni. Tuttavia tornarono a processo nell'aprile 2002, dove furono giudicati colpevoli: otto membri del gruppo furono condannati a tre anni, gli altri a un anno. In appello, un anno dopo, tutti furono assolti.

## Come gruppi di sorveglianza
In seguito agli attacchi terroristici agli aeroporti, le organizzazioni di planespotters e la polizia del Regno Unito hanno collaborato alla creazione di un codice di condotta per i planespotters, simile alle linee guida elaborate per gli osservatori di treni. Chiedendo ai planespotters di contattare la polizia se quest'ultimi ritengono di vedere o sentire qualcosa di sospetto, si cerca di consentire loro di continuare il loro hobby, aumentando al contempo la sicurezza negli aeroporti. Gli aeroporti di Birmingham e Stansted hanno per primi sperimentato questo approccio nel Regno Unito e, prima delle Olimpiadi di Londra del 2012, la RAF Northolt ha introdotto un programma Flightwatch basato sugli stessi principi di cooperazione. Queste modifiche vengono apportate anche all'estero, in paesi come l'Australia, dove gli appassionati di aviazione segnalano alla polizia azioni sospette.
Questa pratica ha ora trovato eco in alcune parti del Nord America. Ad esempio, il dipartimento di polizia di Bensenville, in Illinois, ha sponsorizzato un gruppo di sorveglianza aeroportuale presso l'Aeroporto di Chicago-O'Hare. Ai membri vengono rilasciati tesserini identificativi e viene impartita loro una formazione per registrare e segnalare accuratamente attività insolite attorno al perimetro dell'aeroporto. Le riunioni di questi sorveglianti sono supportate e partecipate dall'FBI, dal Dipartimento dell'Aviazione di Chicago e dalla Transportation Security Administration (TSA), che forniscono anche una formazione regolare ai membri del gruppo. Il programma di Bensenville è stato imitato a Toronto, Ottawa e Minneapolis.
Nel 2009, un gruppo di sorveglianza aeroportuale simile è stato organizzato presso l'Aeroporto Internazionale di Montréal-Pierre Elliott Trudeau. Al 2016, il gruppo conta 46 membri e un numero di telefono dedicato da utilizzare per contattare la polizia in caso di attività sospette nei pressi dell'aeroporto.

## Altre interpretazioni
In seguito agli eventi dell'11 settembre, le informazioni raccolte dai planespotters hanno contribuito a scoprire ciò che la CIA definisce "estraordinary rendition". Le informazioni sui movimenti insoliti degli aerei impiegati nelle rendition hanno fornito dati che sono stati mappati da geografi come Trevor Paglen e l'Institute for Applied Autonomy. Questi dati e mappe hanno portato prima a resoconti giornalistici e poi a una serie di indagini governative e intergovernative.